# Mikko Koivu
Mikko Sakari Koivu (* 12. března 1983 Turku) je bývalý finský profesionální hráč ledního hokeje. Hrál za týmy Minnesota Wild a Columbus Blue Jackets v NHL. Jeho starší bratr Saku Koivu hrál také v NHL. Za reprezentaci Finska nastoupil na několika světových šampionátech, přičemž největší úspěch zaznamenal na Mistrovství světa v ledním hokeji 2011, kdy Finsko podruhé v historii šampionát vyhrálo. Je i majitelem dvou medailí ze Zimních olympijských her. V říjnu 2020 po 15 letech (z toho 12 jako kapitán) v Minnesotě Wild podepsal novou smlouvu na jeden rok s Columbus Blue Jackets. 9. února 2021 ukončil profesionální hokejovou kariéru.

## Klubové statistiky
| Sezona     | Klub                  | Soutěž     | Základní část | Základní část | Základní část | Základní část | Základní část | Play off | Play off | Play off | Play off | Play off |
| Sezona     | Klub                  | Soutěž     | Z             | G             | A             | B             | TM            | Z        | G        | A        | B        | TM       |
| ---------- | --------------------- | ---------- | ------------- | ------------- | ------------- | ------------- | ------------- | -------- | -------- | -------- | -------- | -------- |
| 2000/2001  | TPS Turku             | SM-l       | 21            | 0             | 1             | 1             | 2             | —        | —        | —        | —        | —        |
| 2001/2002  | TPS Turku             | SM-l       | 48            | 4             | 3             | 7             | 34            | 8        | 0        | 3        | 3        | 4        |
| 2002/2003  | TPS Turku             | SM-l       | 37            | 7             | 13            | 20            | 20            | 7        | 2        | 2        | 4        | 6        |
| 2003/2004  | TPS Turku             | SM-l       | 45            | 6             | 24            | 30            | 36            | 13       | 1        | 7        | 8        | 8        |
| 2004/2005  | Houston Aeros         | AHL        | 67            | 20            | 28            | 48            | 47            | 5        | 1        | 0        | 1        | 2        |
| 2005/2006  | Minnesota Wild        | NHL        | 64            | 6             | 15            | 21            | 40            | —        | —        | —        | —        | —        |
| 2006/2007  | Minnesota Wild        | NHL        | 82            | 20            | 34            | 54            | 58            | 5        | 1        | 0        | 1        | 4        |
| 2007/2008  | Minnesota Wild        | NHL        | 57            | 11            | 31            | 42            | 42            | 6        | 4        | 1        | 5        | 4        |
| 2008/2009  | Minnesota Wild        | NHL        | 79            | 20            | 47            | 67            | 66            | —        | —        | —        | —        | —        |
| 2009/2010  | Minnesota Wild        | NHL        | 80            | 22            | 49            | 71            | 50            | —        | —        | —        | —        | —        |
| 2010/2011  | Minnesota Wild        | NHL        | 71            | 17            | 45            | 62            | 50            | —        | —        | —        | —        | —        |
| 2011/2012  | Minnesota Wild        | NHL        | 55            | 12            | 32            | 44            | 28            | —        | —        | —        | —        | —        |
| 2012/2013  | TPS Turku             | SM-l       | 10            | 5             | 5             | 10            | 16            | —        | —        | —        | —        | —        |
| 2012/2013  | Minnesota Wild        | NHL        | 48            | 11            | 26            | 37            | 26            | 5        | 0        | 0        | 0        | 8        |
| 2013/2014  | Minnesota Wild        | NHL        | 65            | 11            | 43            | 54            | 24            | 13       | 1        | 6        | 7        | 10       |
| 2014/2015  | Minnesota Wild        | NHL        | 80            | 14            | 34            | 48            | 38            | 10       | 1        | 3        | 4        | 2        |
| 2015/2016  | Minnesota Wild        | NHL        | 82            | 17            | 39            | 56            | 40            | 6        | 3        | 2        | 5        | 2        |
| 2016/2017  | Minnesota Wild        | NHL        | 80            | 18            | 40            | 58            | 34            | 5        | 1        | 1        | 2        | 0        |
| 2017/2018  | Minnesota Wild        | NHL        | 82            | 14            | 31            | 45            | 46            | 5        | 0        | 4        | 4        | 2        |
| 2018/2019  | Minnesota Wild        | NHL        | 48            | 8             | 21            | 29            | 22            | 5        | 0        | 4        | 4        | 2        |
| 2019/2020  | Minnesota Wild        | NHL        | 55            | 4             | 17            | 21            | 28            | 4        | 0        | 0        | 0        | 6        |
| 2020/2021  | Columbus Blue Jackets | NHL        | 7             | 1             | 1             | 2             | 2             | —        | —        | —        | —        | —        |
| NHL celkem | NHL celkem            | NHL celkem | 1035          | 206           | 505           | 711           | 594           | 59       | 11       | 17       | 28       | 38       |

### Reprezentační statistiky
| 2000            | Finsko          | MS18            | 7  | 0  | 4  | 4  | 8  |
| 2001            | Finsko          | MSJ             | 7  | 0  | 3  | 3  | 8  |
| 2001            | Finsko          | MS18            | 6  | 2  | 3  | 5  | 6  |
| 2002            | Finsko          | MSJ             | 7  | 1  | 5  | 6  | 4  |
| 2004            | Finsko          | SP              | 4  | 0  | 1  | 1  | 2  |
| 2006            | Finsko          | ZOH             | 8  | 0  | 0  | 0  | 6  |
| 2006            | Finsko          | MS              | 9  | 2  | 2  | 4  | 8  |
| 2007            | Finsko          | MS              | 9  | 2  | 2  | 4  | 26 |
| 2008            | Finsko          | MS              | 9  | 4  | 5  | 9  | 6  |
| 2010            | Finsko          | ZOH             | 6  | 0  | 4  | 4  | 2  |
| 2011            | Finsko          | MS              | 9  | 2  | 6  | 8  | 4  |
| 2012            | Finsko          | MS              | 10 | 3  | 8  | 11 | 4  |
| 2016            | Finsko          | MS              | 10 | 4  | 6  | 10 | 12 |
| 2016            | Finsko          | SP              | 3  | 0  | 0  | 0  | 0  |
| Junioři celkově | Junioři celkově | Junioři celkově | 27 | 3  | 15 | 18 | 26 |
| Senioři celkově | Senioři celkově | Senioři celkově | 77 | 17 | 34 | 51 | 70 |